# Бриллант, Джошуа
Джошуа Бриллант (англ. Joshua Brillante; 25 марта 1993, Бандаберг, Австралия) — австралийский футболист, защитник клуба «Уэстерн Сидней Уондерерс». Выступал за сборную Австралии.

## Клубная карьера
Бриллант — воспитанник клуба «Голд-Кост Юнайтед». 1 декабря 2010 года в матче против «Норт Квинсленд Фьюри» дебютировал в Эй-лиге. Отыграв полтора сезона, Джошуа перешёл в «Ньюкасл Юнайтед Джетс». 20 октября в поединке против «Сентрал Кост Маринерс» Бриллант дебютировал за новый клуб.
Летом 2014 года Джошуа перешёл в итальянскую «Фиорентину». Сумма трансфера составила 1 млн евро. 30 августа в матче против «Ромы» он дебютировал в Серии А.
В начале 2015 года для получения игровой практики Бриллант перешёл в «Эмполи» на правах аренды. 8 февраля в матче против «Чезены» он дебютировал за новую команду. Летом того же года Джошуа вновь был отдан в аренду, его новым клубом стал «Комо». В матче против «Ливорно» он дебютировал в итальянской Серии B.
Летом 2016 года Бриллант вернулся на родину, подписав трёхлетний контракт с «Сиднеем». 8 октября в матче против «Уэстерн Сидней Уондерерс» он дебютировал за новую команду. 19 ноября в поединке против «Брисбен Роар» Джошуа забил свой первый гол за «Сидней». В 2017 году он помог клубу выиграть чемпионат.
Летом 2019 года Бриллант перешёл в «Мельбурн Сити».
В сентябре 2020 года Бриллант перешёл в клуб второго дивизиона Греции «Ксанти».

## Международная карьера
В 2013 году в составе молодёжной сборной Австралии Бриллант принял участие в молодёжном Чемпионате мира в Турции. На турнире он сыграл в матчах против команд Сальвадора, Турции и Колумбии. В поединке против сальвадорцев Джошуа забил гол.
28 июля 2013 года в товарищеском матче против сборной Китая Бриллант дебютировал за сборную Австралии.

## Достижения
Командные
 «Сидней»
- Чемпионат Австралии — 2016/17